# Geografia dell'Irlanda
La geografia dello Stato irlandese coincide quasi totalmente con la geografia dell'isola d'Irlanda, pertanto qui viene esposta soltanto una tabella dettagliata dei dati geografici della Repubblica.
Per un'esposizione sistematica e sviluppata, consultare l'articolo suggerito in alto inerente all'intera isola irlandese.
Continente:

Europa
Posizione:

Europa occidentale, occupando cinque-sesti dell'isola d'Irlanda nell'Oceano Atlantico settentrionale, ad ovest della Gran Bretagna
Coordinate:

52° N, 8° e
Area:

totale:
70.280 km²

territorio:
68.890 km²

acque:
1.390 km²
Area - comparativa:

poco più larga della Virginia Occidentale
Confini territoriali:

totale:
360 km

nazioni confinanti:
Regno Unito 360 km
Costa:
1.448 km
Richieste marittime:

ripiano continentale:
non specificato

zona di pesca esclusiva:
370 km (200 nm)

territorio marittimo:
22 km (12 nm)
Clima:
temperato marittimo; modificato dalla Corrente nord-atlantica; inverni miti, estati fresche; costantemente umido; nuvoloso per più della metà del tempo.
Terreno:
interamente pianeggiante nelle midlands, colline e basse ma impervie montagne sulle coste; scogliere marine nell'ovest
Altitudini estreme:

punto più basso:

Oceano Atlantico 0 m

punto più alto:

Carrantuohill 1.039 m
Risorse naturali:

zinco, gas naturale, barite, rame, gesso, calcare, dolomite, torba, argento
Uso del terreno:

terreno arabile:
15.2%

colture permanenti:
0.03%

altro:
84.77% (2001)
Terreno irrigato:
NA
Rischi naturali:
NA
Miglioramenti - recenti discussioni:

inquinamento delle acque, specialmente dei laghi, per lo scarico agricolo
Miglioramenti - accordi internazionali dove l'Irlanda è parte stipulante:

Inquinamento atmosferico: soluzioni generali, ossido di azoto e Sulphur 94, Biodiversità, Cambiamento di clima, Desertificazione, Modificazioni di bonifica, Danni rischiosi per l'ambiente, Legge del Mare, Contrabbando marittimo, Nuclear Test Ban, Protezione del buco dell'ozono, Inquinamento navale, Tropical Timber 83, Zone umide, Caccia alle balene

firmati ma non ratificati:

Inquinamento atmosferico: Inquinanti organici persistenti, Cambiamento del Clima-Protocollo di Kyoto, Specie a rischio, Conservazione della vita marina, Tropical Timber 94
Note geografiche:

Posizione strategica di gran parte delle rotte navali e aree per Nord America e Europa settentrionale; più del 40% della popolazione vive intorno a Dublino